# Киселёв, Анатолий Иванович (Герой Социалистического Труда)
Анатолий Иванович Киселёв (29 апреля 1938, Москва — 9 июня 2017, Москва) — советский и российский машиностроитель, директор Машиностроительного завода имени М. В. Хруничева (1975—2001). Герой Социалистического Труда (1990). Лауреат Ленинской премии (1978). Доктор технических наук, профессор.

## Биография
Анатолий Иванович Киселёв родился 29 апреля 1938 года в Москве в семье рабочего.
Учился в Москве в школе № 590, на электромонтажника — в ПТУ завода № 23 (завод имени М. В. Хруничева), на вечернем отделении Московского авиационного технологического института (МАТИ), которое закончил в 1964 году.
Место работы: c 1956 года — завод № 23, начиная с монтажника, инженера-испытателя и кончая директором на Государственном космическом научно-производственном центре имени М. В. Хруничева (1975—2001). Одновременно с работой на заводе был зав. кафедрой в Московской авиационно-технологической академии.
Внес вклад в создание и испытание изделий предприятия: стратегические бомбардировщики, стратегическая межконтинентальная ракета «Стилет», ракеты «Протон», космическая орбитальная станция «Салют», орбитальная станция второго поколения «Алмаз», служебный модуль российского сегмента МКС «Звезда», ракетный комплекс «Рокот» с разгонным блоком «Бриз-КМ». По его участии произошло объединение в 1993 году Машиностроительного завода им. М. В. Хруничева и КБ «Салют» в Государственный космический научно-производственный центр имени М. В. Хруничева.
С 1972 по 1975 годы работал заместителем начальника по производству 1-го Главного управления Министерства общего машиностроения СССР. С 2001 года работал советником генерального директора ГКНПЦ имени М. В. Хруничева.
За заслуги в создании и проведении испытаний многоразовой ракетно-космической системы «Энергия — Буран» Указом Президента СССР («закрытым») от 30 декабря 1990 года Киселёву Анатолию Ивановичу присвоено звание Героя Социалистического Труда с вручением ордена Ленина и золотой медали «Серп и Молот».
Увлечения: волейбол — входил в юношескую сборную общества «Трудовые резервы», в сборную Москвы «Труд», в команду мастеров ЦСКА.
Семья: был женат, имел дочь и сына. Проживал в Москве. Скончался 9 июня 2017 года. Похороны состоялись 13 июня на Троекуровском кладбище.

## Награды и звания
- Орден «За заслуги перед Отечеством» III степени (24 декабря 1996 года) — за заслуги перед государством, большой вклад в становление и развитие отечественной ракетно-космической промышленности, укрепление экономического сотрудничества с зарубежными странами[2]
- Орден Дружбы (12 апреля 2011 года) — за большой вклад в развитие ракетно-космической промышленности, многолетнюю добросовестную работу, активную общественную деятельность[3]
- Герой Социалистического Труда (Указ Президиума Верховного Совета СССР (закрытый) от 30 декабря 1990 года, орден Ленина и медаль «Серп и Молот») — за большие заслуги в создании и проведении испытаний многоразовой ракетно-космической системы «Энергия-Буран»
- Орден Ленина (3 января 1983 года)
- Орден Трудового Красного Знамени (2 октября 1975 года)
- медали СССР
- Ленинская премия (1978 год)
- Премия Правительства Российской Федерации в области науки и техники (14 февраля 1997 год) — за создание, экспериментальную отработку крупногабаритных тяжелых ракет — носителей космических аппаратов и их производство[4]
- Золотая медаль имени В. Ф. Уткина
- Благодарность Президента Российской Федерации (10 апреля 1998 года) — за большой вклад в развитие ракетно-космической техники и укрепление обороноспособности страны[5]
- Академик Российской инженерной академии. Академик Академии космонавтики имени К. Э. Циолковского. Почётный доктор инженерных наук Кингстонского университета (Великобритания)